# La Chapelle-Thècle
La Chapelle-Thècle – miejscowość i gmina we Francji, w regionie Burgundia-Franche-Comté, w departamencie Saona i Loara.
Według danych na rok 1990 gminę zamieszkiwało 538 osób, a gęstość zaludnienia wynosiła 33 osoby/km² (wśród 2044 gmin Burgundii La Chapelle-Thècle plasuje się na 430. miejscu pod względem liczby ludności, natomiast pod względem powierzchni na miejscu 581.).